# Музей театру Ла Скала
Музей театру Ла Скала (італ. Museo teatrale alla Scala) — приватний театральний музей при театрі Ла Скала в Мілані, що вісвітлює не тільки історію самого театру та його колишніх вистав і акторів (театральних режисерів, сценографів), задіяних в цих постановках, а й історію театрального мистецтва Італії взагалі та окремих, надзвичайно обдарованих осіб. Окрім музею театр має непогану власну бібліотеку та архів.

## Історія заснування

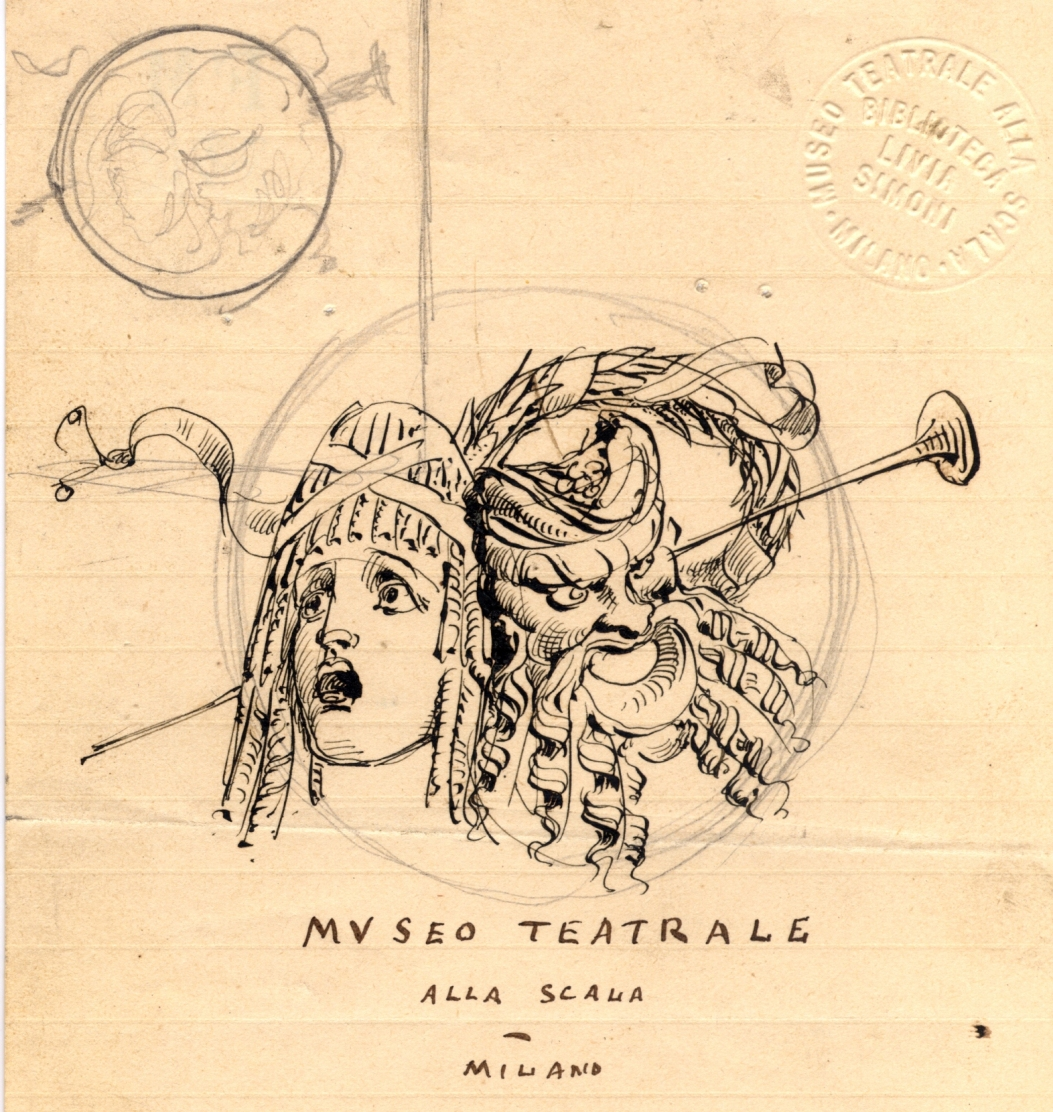
Ескіз логотипа для музею театру Ла Скала.

Приватний музей театру Ла скала розташований неподалік від самого театру в будинку Рікорді (триповерхова споруда ліворуч від театру). 
Перша частина майбутніх експонатів була придбана на аукціоні 1911 року в Парижі. Це була колишня збірка Луїджі Самбон, великого прихильника театрального мистецтва. Придбання вартісної збірки стало можливим завдяки втручанню уряду та заохочувальної кампанії зі збору необхідної частини грошей.
Завдання вісвітлювати історію театру Ла Скала тоді ще е було, хоча театр вже мав загальноєвропейську та всесвітню славу унікального закладу. Орієнтувались на умовну історію театрального мистецтв від античності до сучасності. З цією ідейною програмою майбутнього театрального музею його і відрили для відвідувачів восьмого березня 1913 року в Мілані.

## Музей в 20 ст.
Створення театральних музеїв в країнах Західної Європи пішло з деяким запізненням у порівнянні з музеями мистецькими. Однак завжди були палкі прихильники акторів і актрис, музичних інструментів, театру як такого. Розвиток театрального мистецтва в 19 ст. супроводжувався накопиченням приватних архівів акторів і оперних співаків, а також справжнім розквітом колекціонування, що уберегло низку меморіальних і історичних артефактів і документів від прямого знищення.
Чимало прихильників оперного мистецтва і мистецтва театрального було і в Італії. Створення театрального музею в Мілані стимулювало передачі в новостворений заклад різноманітних збірок, так чи інакше пов'язаних з театральною історією та театральним мистецтвом.
Фонди музею театру Ла Скала доволі різноманітні.
- Археологічні знахідки керамічних ваз і олійних ламп стародавніх греків і римлян з театральними сюжетами та зображеннями сатирів, менад, стародавніх вистав, боїв гладіаторів, театральних масок.
- Колекція порцеляни мануфактур Майсена, Каподімонте, інших порцелянових мануфактур з зображеннями масок комедії дель арте та акторами.
- Численні портрети акторів і акторів в ролі, композиторів і відомих співаків минувшини в друкованій графіці, в живопису олійними фарбами, в силуетах і в скульптурі.
- Театральні програмки, афіші і плакати
- Збірка речей театрального побуту минувшини.
- Окрема колекція — ескізи для театральних завіс, театральних костюмів акторів і актрис в матеріалі.
- Відділок лялькового театру, скульптури і ляльки комедії дель арте, маріонетки, лялькових театрів Європи та Азії

## Театральна бібліотека
Придбання нових театральних експонатів йшло паралельно з накопиченням книг, нот і друкованої продукції. При музеї сформувалась театральна бібліотека, бо опера і театр тісно пов'язані з літературним процесом доби. Сюди почали надходити приватні бібліотеки, партитури та ноти, статті та критичні відгуки. 1954 року сюди передали приватну бібліотеку театрального драматурга і критика Ренато Симоні по його заповіту. В пам'ять про його мати бібліотеку називають бібліотекою Лівії Симоні. Ще дві бібліотеки прибули одна від актора Руджеро Руджері та друга від письменника Арнольдо Фраккаролі, переданої його сином.
На початок 21 століття бібліотека театру Ла Скала нараховувала 150 000 одиниць збереження, що висвітлюють історію театру, опери, танцювального мистецтва і народних танців, лялькового театру в комедії дель арте.

## Театральний архів
Окремий розділ музею та бібліотеки — театральний архів. Саме сюди передають афіші й театральні плакати, ескізи костюмів, фотографії театральних сцен з опер і вистав, лібрето опер, листування акторів і режисерів, співаків, композиторів як пов'язаних з театром Ла Скала, так і пов'язаних з історією театру взагалі від 17 століття до початку 21-го. Серед них і рукописи та партітури Джакомо Пуччіні, Джузеппе Верді, Джоакіно Россіні, Гаетано Доніцетті  тощо.

## Галерея фото

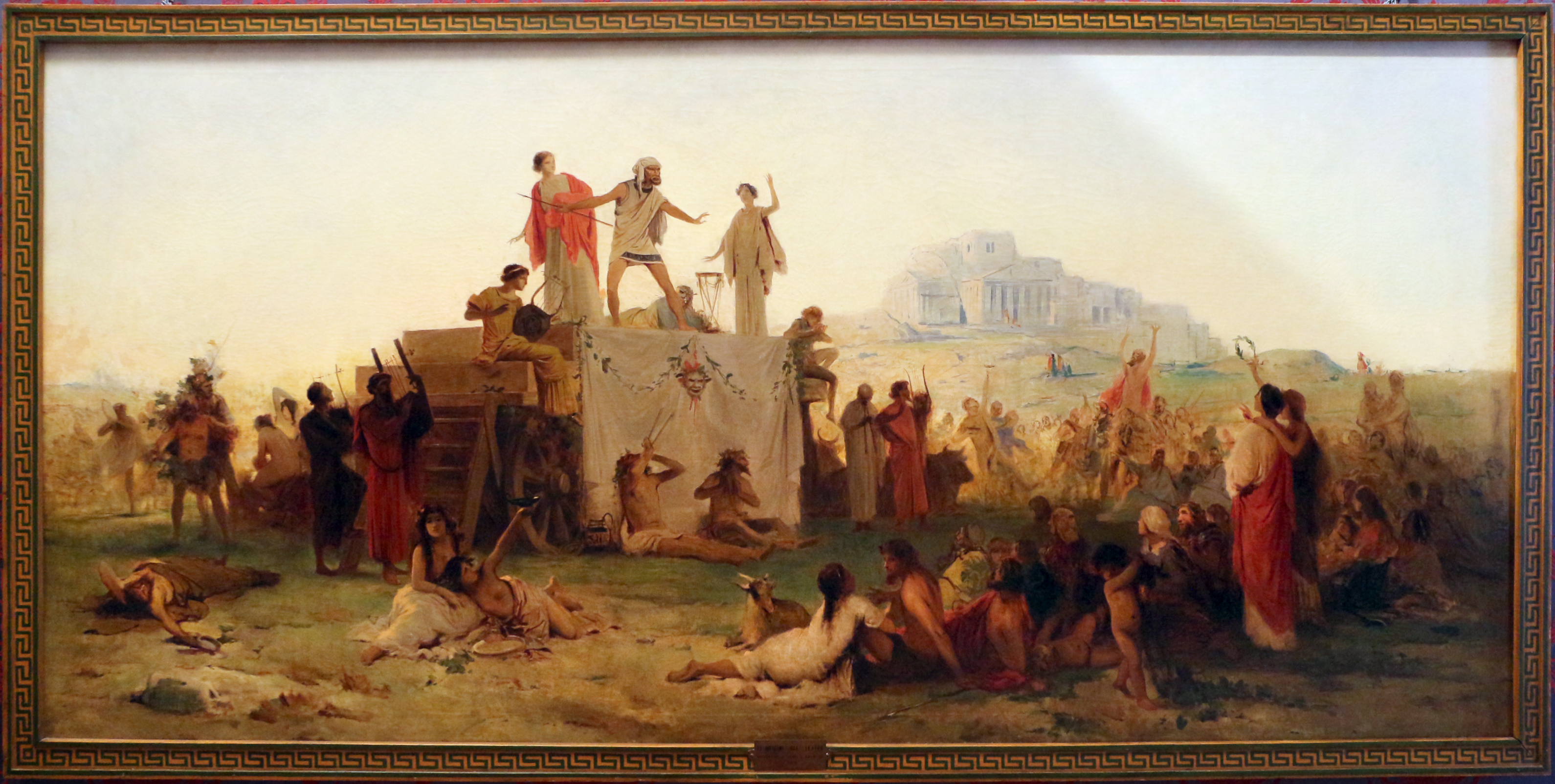
Худ. Джузеппе Бертіні. «Вистава акторів ателланів в Стародавньому Римі», 1862 р. Музей театру Ла Скала, Мілан. Ескіз для майбутньої завіси.

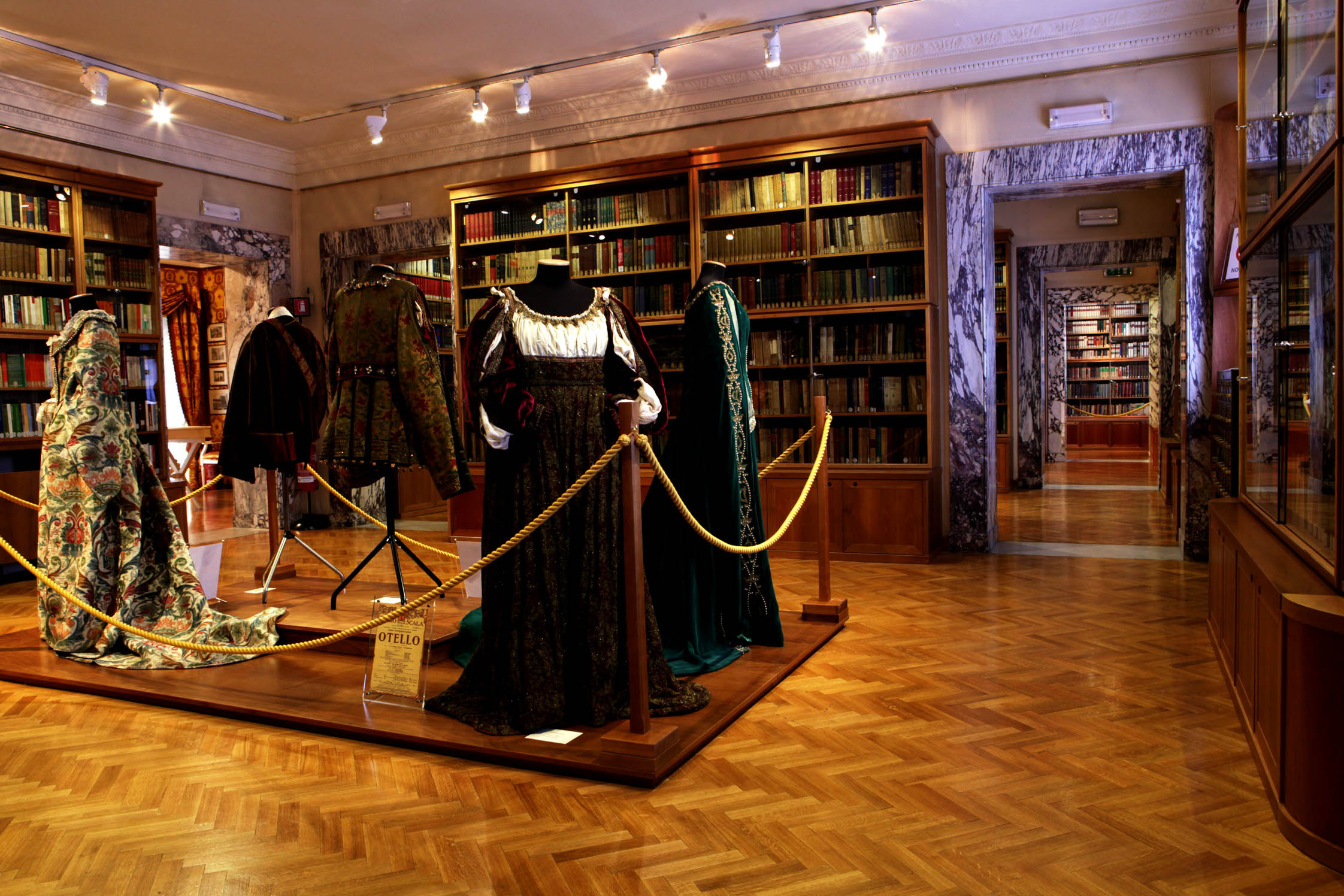
Театральна бібліотека театру Ла Скала

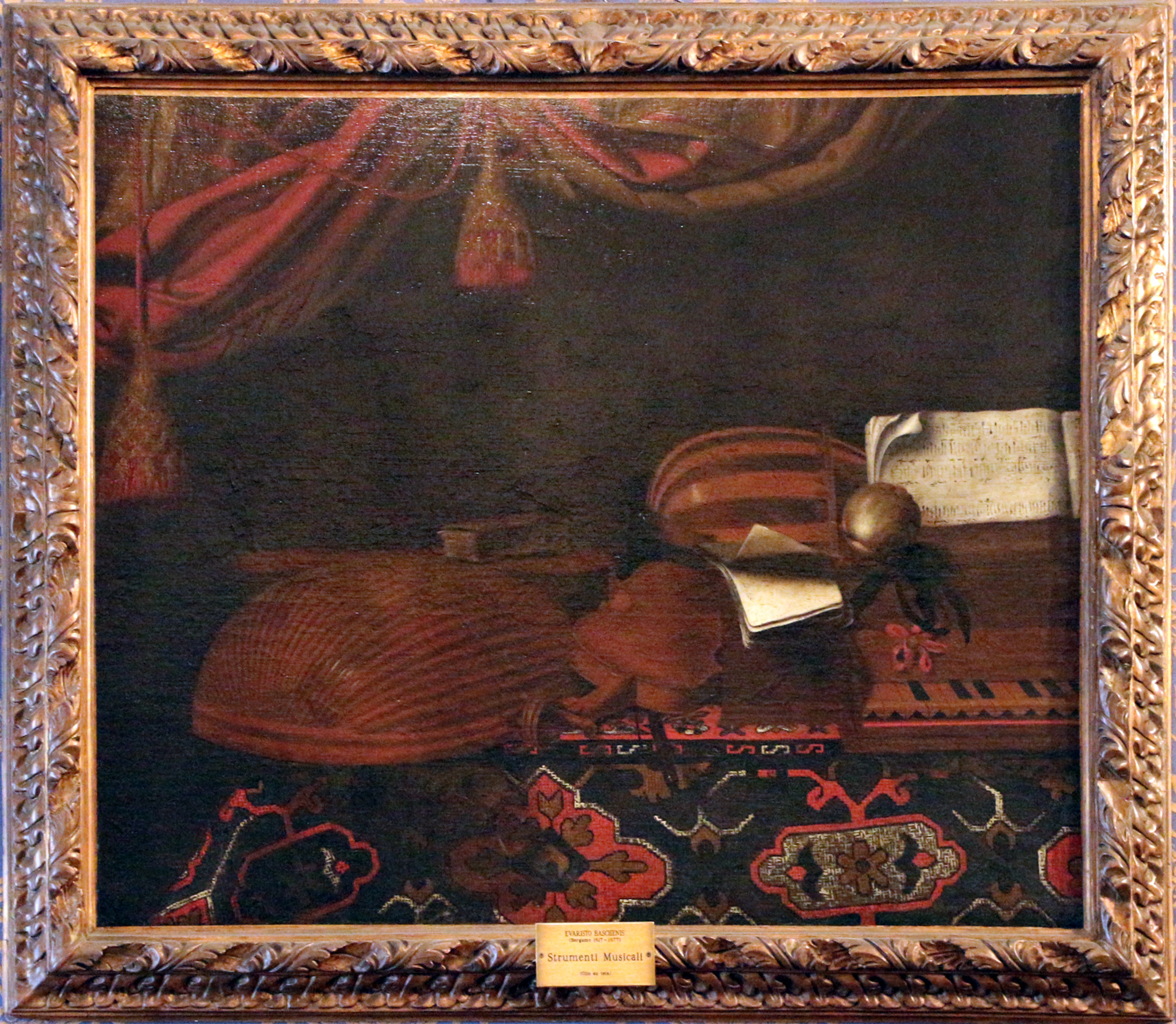
Худ. Еварісто Баскеніс. «Музичні інструменти на східному килимі», середина 17 ст.
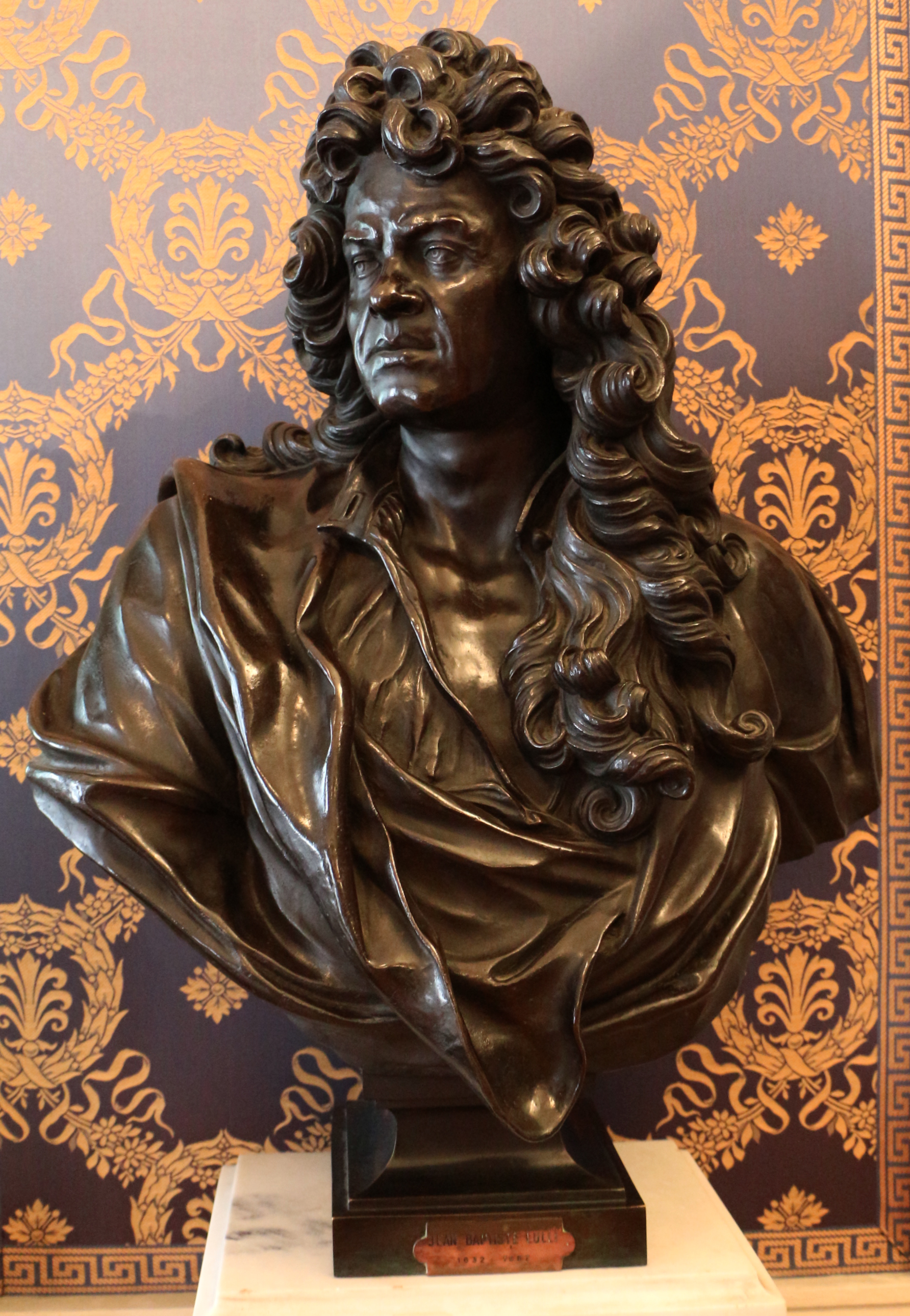
Антуан Куазевокс. Композитор Жан Батіст Люллі. 17 ст.
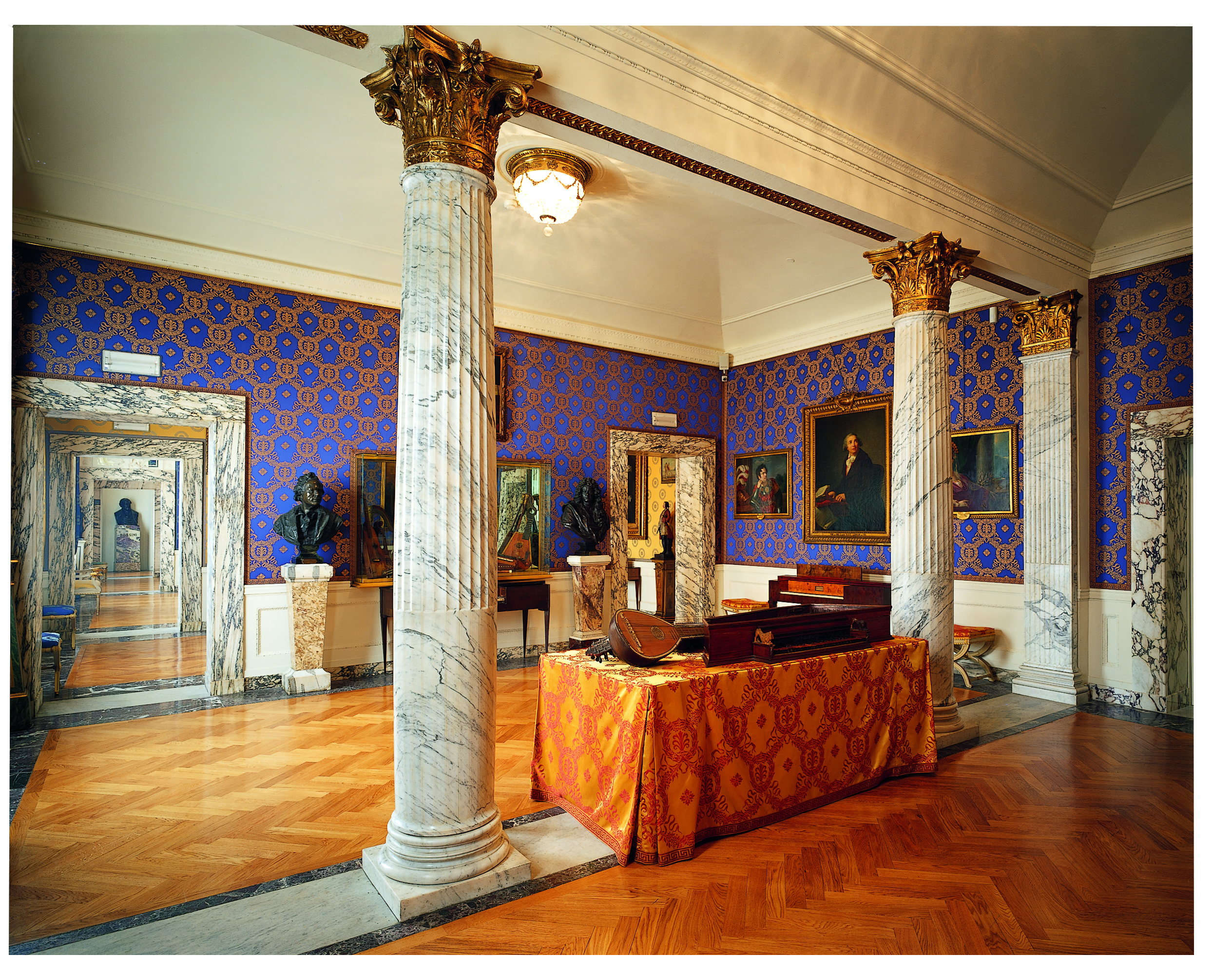
Анфілада в музеї
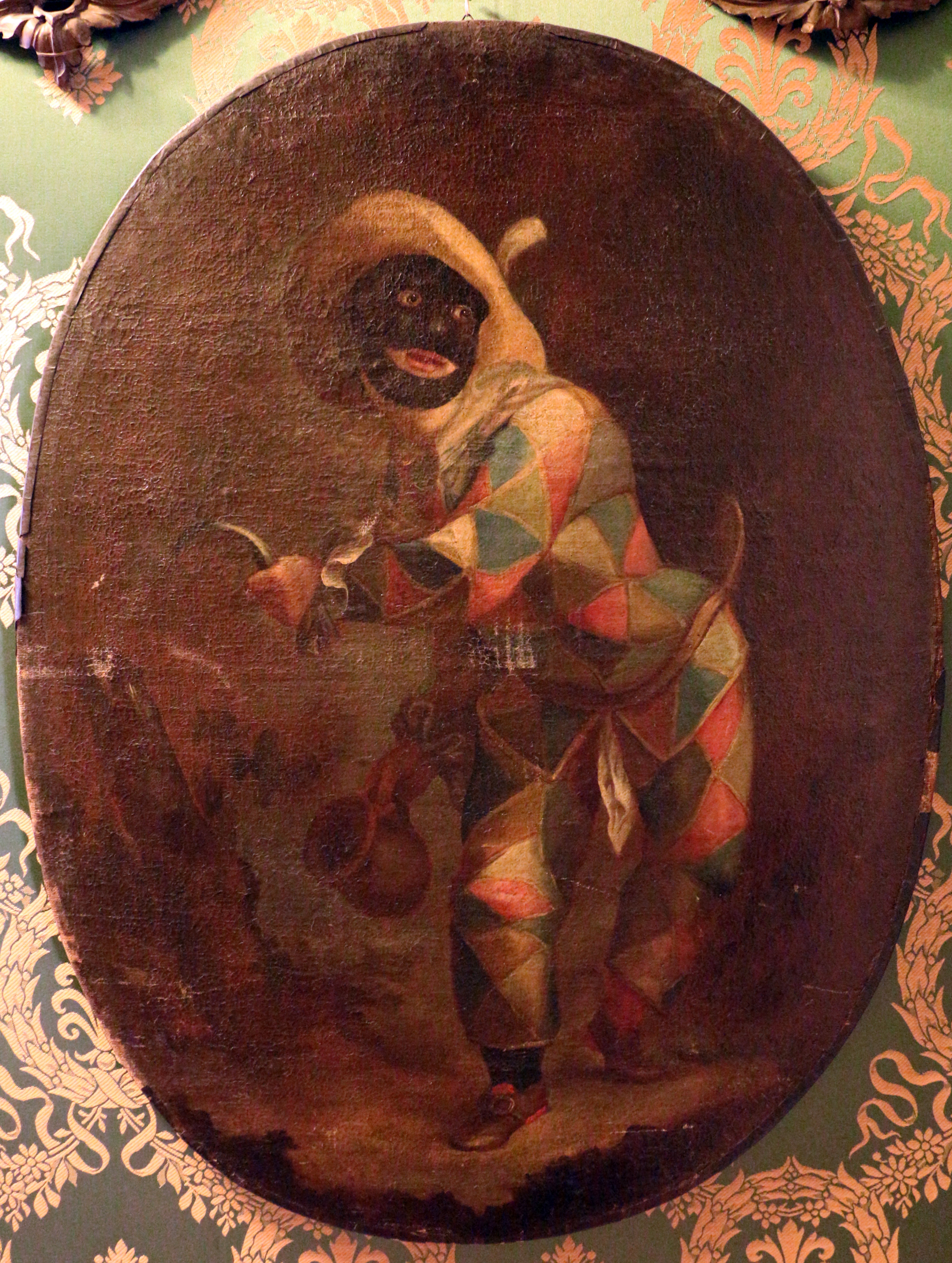
Анонім. Арлекін, персонаж комедії дель арте, 18 ст.
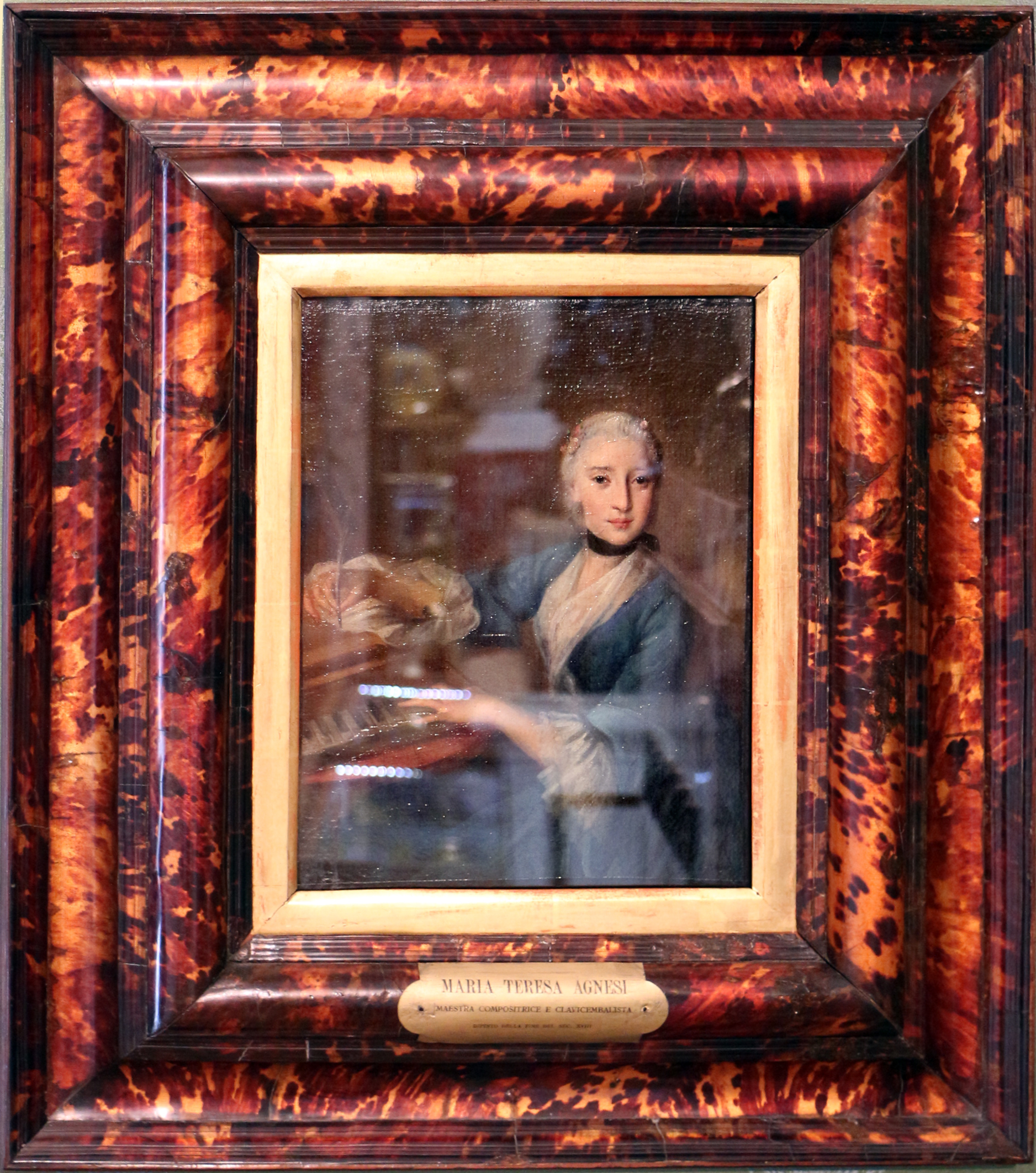
Анонім. Марія Тереза Агнесі, жінка-композитор і клавісиністка. 18 ст.
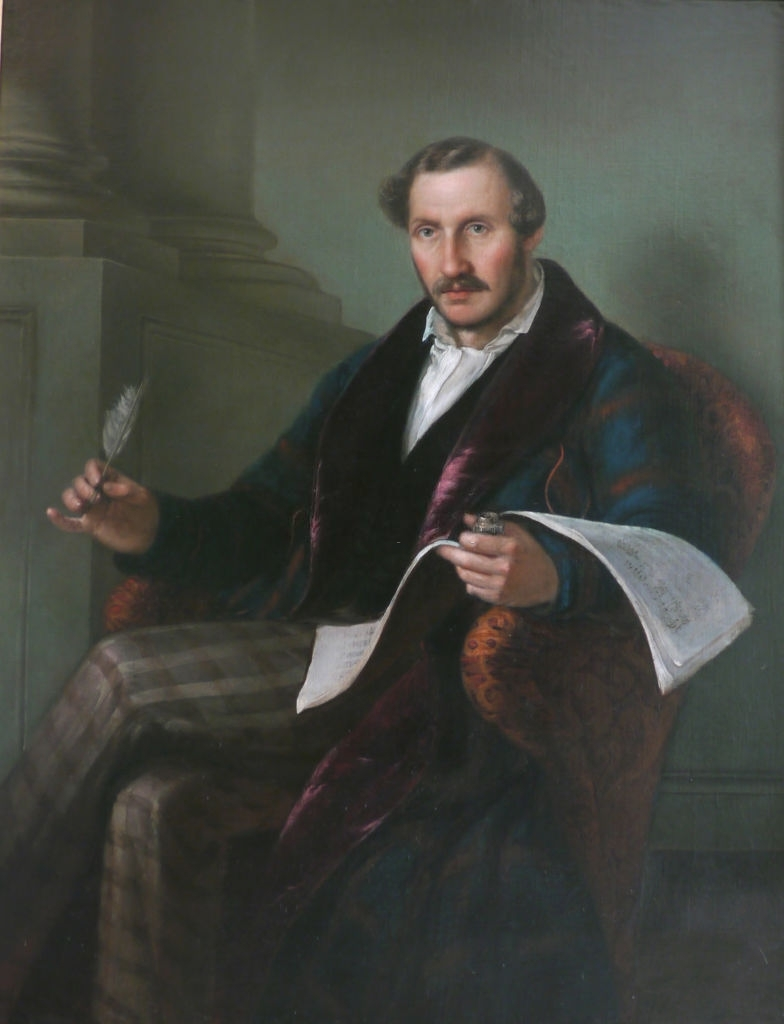
Худ. Джузеппе Ріллозі. «Гаетано Доніцетті», середина 19 ст.
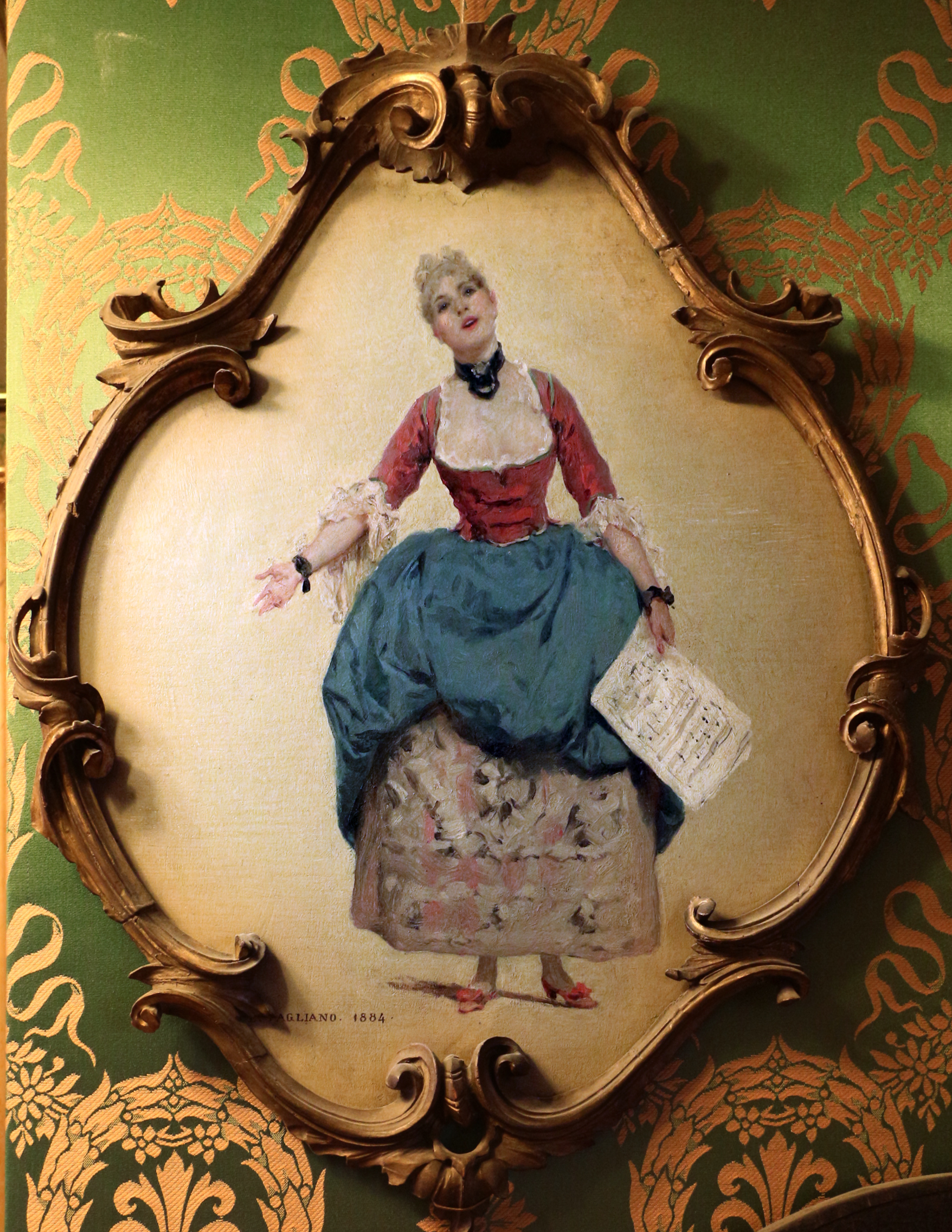
Худ. Елевтеріо Пальяно, «Співачка» в стилі неорококо як алегорія музики, 1884 рік
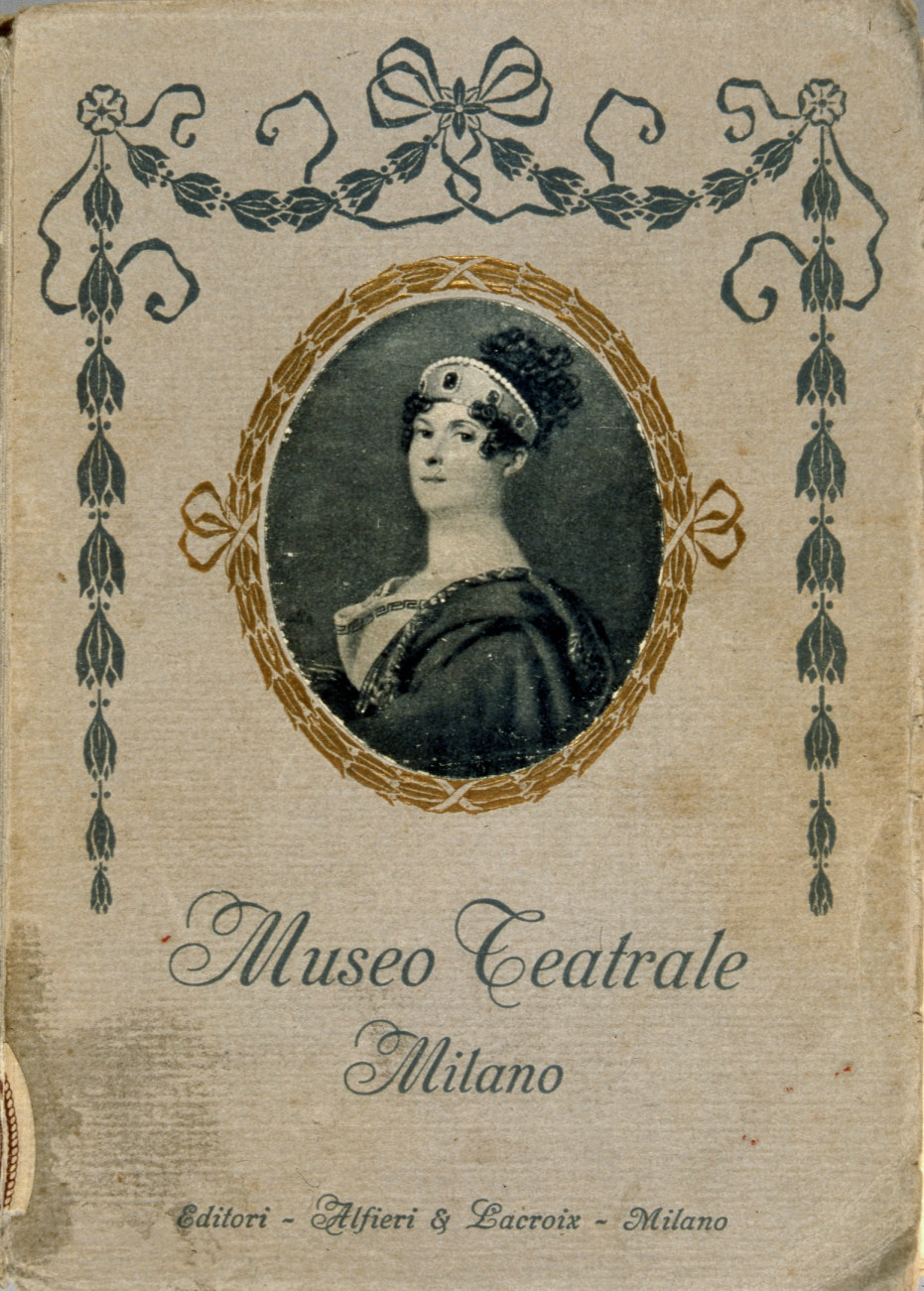
Каталог музею, обкладинка 1914 року
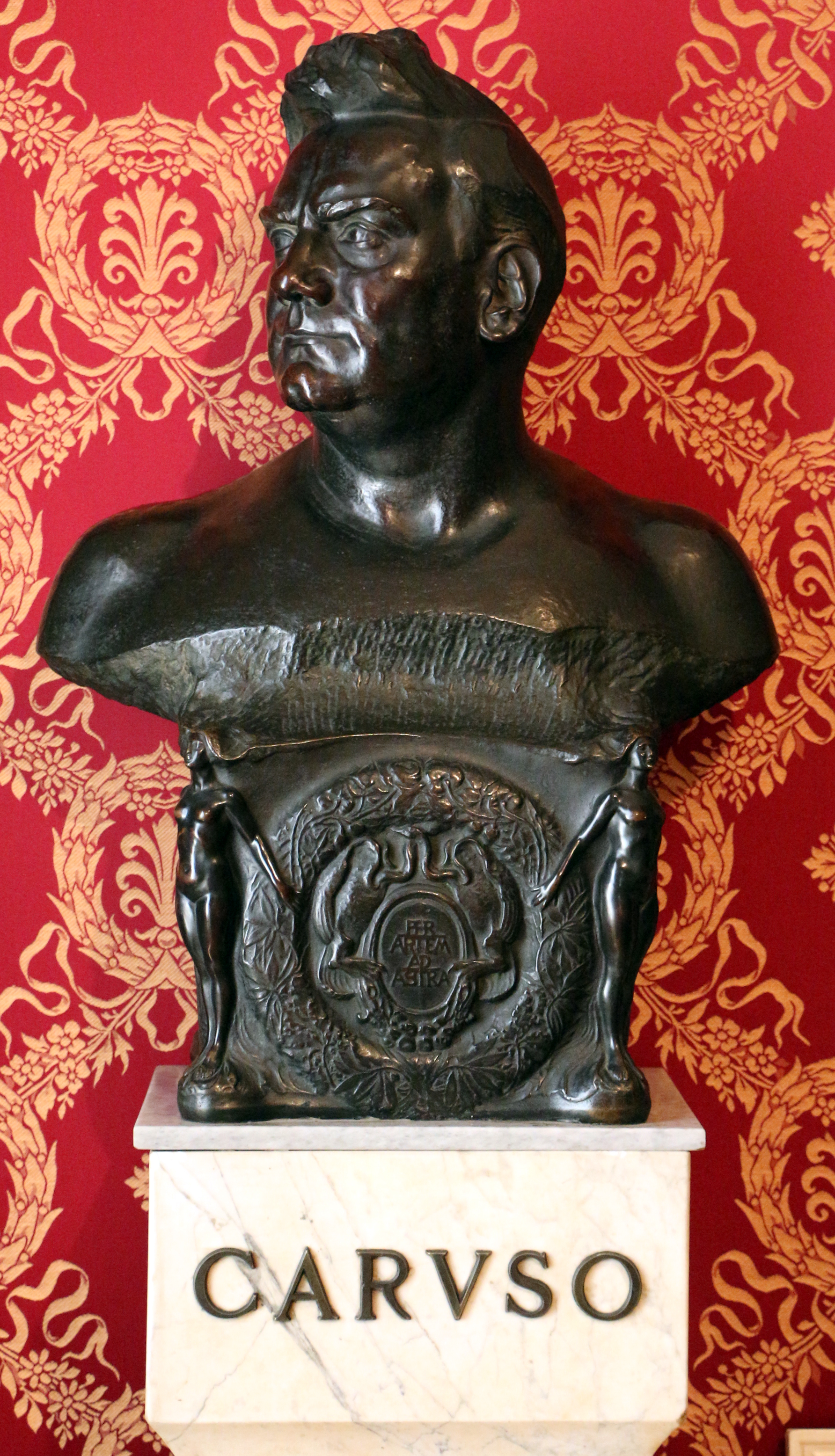
Ск. Філіппо Чіфарелло. Погруддя співака Енріко Карузо